# Sumatra PDF
Sumatra PDF é um leitor de PDF desenvolvido por Krzysztof Kowalczyk que suporta os formatos Portable Document Format (PDF), Microsoft Compiled HTML Help (CHM), DjVu, EPUB, FictionBook (FB2), MOBI, PRC, Open XML Paper Specification (OpenXPS, OXPS, XPS) e Comic Book Archive file (CB7, CBR, CBT, CBZ). Gratuito e desenvolvido para o sistema operacional Microsoft Windows. As funções do programa são: Imprimir, marcar a última página lida, para voltar a ela automaticamente cada vez que o aplicativo é inicializado, girar e três modos diferentes de visualização (Facing, Continuous e Continuous Facing).